# Бомбардировка на Лесковац на 6 септември 1944 година
На 6 септември 1944 г. Лесковац е бомбардиран от военновъздушните сили на САЩ.
Бомбардировката е проведена в рамките на операция Ратвик.  Близо 30 бомбардировачи Boeing B-29 Superfortress налитат точно в 12 часа върху града, където са съсредоточени неголеми части на българската армия, които вече са се изтегляли в Стара България, и Вермахта, като са хвърлени 69 тона бомби. Загиват между 4 и 7 хиляди цивилни от общо 28-хилядното население на града. Напълно изличени са няколко квартала на града, а общо са унищожени 1840 граждански обекта. Бомбардировките са поискани от югославските партизани под предтекст, че в града имало 20 хилядна българска войска, докато никога в Поморавието по време на Българското управление на областта не е имало толкова български войници. В действителност бомбардировките са поискани заради българския характер на града и на все още Недосърбизираното Поморавие.